# ラジオ・ハバナ・キューバ
ラジオ・ハバナ・キューバ（スペイン語: Radio Habana Cuba、略称：RHC）は、キューバの国際放送局である。運営はキューバ政府が行う政府公式の公共放送である。日本語で「ハバナ放送」「キューバ・ハバナ放送局」とも訳される。

## 概要
開局以来、反米一辺倒な論調が特徴となっていたが、冷戦終結後は、旧ソ連圏の国々との協力体制が瓦解する一方で、長らく疎遠になっていた中南米諸国との関係は改善が急速に進み、自らのアイデンティティをこれまでの「社会主義陣営の一員」から「ラテンアメリカの一国」に求めるようになる。長らく敵対関係にあった米国とも、両国間の外交関係が2015年7月20日に正常化（54年ぶり）したため、番組内での同国に対する姿勢は断交時に比べ軟化している。
加えて、国際的にも評価の高い伝統音楽（サルサなど）や観光スポット・景勝地の紹介を題材にした娯楽番組の拡充を図ることで、海外の聴取者から敬遠される一因となっていたイデオロギー色を薄め、聴取人口の拡大を目指している。
1970年代には、同盟関係を結んでいたアジアの社会主義国の国際放送局（旧北ベトナムの「ハノイ放送」および北朝鮮の「平壌放送」）、旧ソ連の「モスクワ放送」との間で交換中継（短波）を実施していた時期がある。ただし、ハノイ放送の番組 （主に当時戦火を交えていた米国の聴取者を対象とした宣伝放送）は、厳密には再送信されておらず、テレタイプ端末を介して北ベトナムから送られてきた原稿をラジオ・ハバナ・キューバのアナウンサーが代読していた。
現在は、米国と敵対中のベネズエラ（左派政権）が対外宣伝目的で開局した「ベネズエラ国営放送」に対し、キューバ国内の送信所を供与するなど技術協力を行っている （キューバで不足している石油をベネズエラ側が融通することで送信に必要な動力源を確保）。また中国の協力で追加設置された新しい送信所からは「中国国際放送」の番組がアメリカ大陸・カリブ海地域に向けて再送信されている。
「米州」（América）との区別を明確にする目的で、"Estados Unidos"（合衆国）が米国を指す呼称として番組内で用いられている点は他の中南米諸国のメディアとほぼ共通であるが、キューバ政府が朝鮮半島を代表する唯一の合法政権として1959年の社会主義革命以来承認を継続している北朝鮮を"Corea Democrática"（民主朝鮮）と言い表しているのに対し、崩壊した親米政権と同盟関係（1949年からの約10年間）にあった南側の韓国は"Corea del Sur"（南朝鮮）、つまり「民主朝鮮」（朝鮮民主主義人民共和国）内の未解放地域とみなしている（ただし、南側との間で経済交流が拡大している事象に対しては肯定的な評価を与えている）。この例に限らず、冷戦が終結した現在に至っても旧東側諸国特有の表現・見解がいまだに少なからず残存する。
キューバの公用語であるスペイン語の番組を中心に地理的に近い南北アメリカ大陸・欧州・中近東・アフリカ諸国などに向けて短波による長時間放送を現在も継続しているが、週当たりの総放送時間はピークだった1980年代に比べて半分以下になるなど、旧ソ連圏との関係が事実上消滅した1990年以降、規模を大幅に縮小している。電力事情の急速な悪化（キューバ側に有利な「バーター貿易」がなくなり、石油など天然資源の輸入にも外貨が必要になった）に加え、旧ソ連の援助で建設された放送設備の老朽化が深刻（修繕用部品の調達も困難）で、短波放送の縮小に追い討ちをかけている。ただし、近年はストリーミング配信の実用化で、これまで受信が難しいとされていたアジア・オセアニア地域でもインターネットに接続可能な環境であればクリアな音声で番組を常時視聴できるようになるなど、新しい通信技術の放送への応用には積極的である。また、情報インフラが未発達でラジオ放送（特に短波放送）が現在も唯一の伝達手段となっている広範な地域を効率的にカバーできる立地条件の良さをアピールすることで、キューバ同様電波を介した対外宣伝活動に力を入れている中国・ベネズエラからの支援の取り付けにも成功した（既述を参照）。
なお、音声放送（ラジオ）とは別に、国際テレビ局「CubaVisión Internacional」（24時間放送）も存在するが、こちらは衛星中継（放送に適合した機器を用意すれば世界中で受信可能）・ストリーミング配信（利用者登録不要の無料放送）に加え、中南米諸国のケーブルテレビ局などでも再送信されている（大半はスペイン語の番組であるが一部の時間帯では英語放送も実施）。

## 沿革
- 1961年5月1日 - 開局

## 使用言語
- スペイン語
- 英語
- フランス語
- ポルトガル語
- アラビア語
- ケチュア語（ボリビアとペルーでスペイン語と共に公用語の1つとなっている先住民族系の言語）
- ハイチ語（公用語化されているハイチを中心に西インド諸島で話者の多いフランス語系クレオール言語）
- エスペラント語

※革命以来政治的に敵対していたパラグアイに向けて、現地の公用語の1つであるグアラニー語の番組も制作していたが、現在は廃止されている。グアラニー語に堪能な翻訳スタッフの確保が困難になっていたことに加え、両国関係の正常化（連絡事務所の相互設置を経て1999年に国交が回復）で宣伝放送を継続する意義が薄れてしまったため。

## インターバルシグナル
キューバの革命歌「7月26日行進曲」（"Marcha del 26 de Julio"）の一節より、「アデランテ・クーバノス」の歌詞のところのインターバルシグナルに合わせて「こちらはキューバ・ハバナ放送局です。米州の自由の地・キューバからお送りしています」（スペイン語放送の場合 "Esta es Radio Habana Cuba. Transmitiendo desde Cuba, Territorio Libre en América"）とアナウンスされている。かつてはこのインターバルシグナルの後に、国歌「バヤモの歌」（"La Bayamesa"）（原曲版）も演奏されていた。